# José Bautista
José Antonio Bautista Santos (nacido el 19 de octubre de 1980 en Santo Domingo) es un infielder/outfielder dominicano de las Grandes Ligas de Béisbol. Durante su carrera ha jugado para los Pittsburgh Pirates, Baltimore Orioles, Tampa Bay Rays, Kansas City Royals, Toronto Blue Jays, Atlanta Braves, New York Mets y Philadelphia Phillies. También ha jugado la primera base, segunda base, el jardín izquierdo y el jardín central en su carrera.
En 2010, Bautista estableció un récord de franquicia en una temporada en los Blue Jays de Toronto al batear 54 jonrones, haciendo de él uno de los 26 jugadores que integran el club de los 50 jonrones. Obtuvo el título de campeón en jonrones de la Liga Americana para esa temporada. En 2011, una vez más, lideró las mayores con 43 jonrones. Se convirtió en el primer jugador en ganar dos títulos de jonrones de manera consecutiva desde que Mark McGwire lo hizo en las temporadas 1998 y 1999. 
El 3 de julio de 2011, Bautista estableció el récord de todos los tiempos en la MLB por ser el único jugador en recibir la mayor cantidad de votos para el Juego de Estrellas hasta el momento, con 7,454,753, superando el récord anterior de 6,069,688 establecido por Ken Griffey Jr. en 1994.

## Primeros años y familia
José Bautista nació en el seno de un hogar de clase media y gozó de una educación bilingüe. Su padre, Américo Bautista, se dedicaba a la avicultura, y su madre, Sandra Santos, se dedicaba a la contabilidad y la planificación financiera. Él estudió administración de empresas en la Pontificia Universidad Católica Madre y Maestra.

## Carrera
Durante la temporada 2004, Bautista jugó para los Orioles de Baltimore, Tampa Bay Devil Rays, Reales de Kansas City, y los Piratas de Pittsburgh. También estuvo técnicamente en el roster de los Mets de Nueva York tras ser adquirido desde los Reales y cambiado a los Piratas el mismo día. Esto lo convirtió en el primer y único jugador en pertenecer a cinco rosters diferentes de Grandes Ligas en una temporada (más específicamente, su temporada de novato).
Bautista, originalmente drafteado por los Piratas de Pittsburgh en la ronda 20 del draft de amateur del 2000, fue seleccionado por los Orioles en la Regla 5, e hizo su debut con Baltimore el 4 de abril de 2004. Fue reclamado desde waivers por Tampa Bay el 3 de junio, y luego canjeado a Kansas City el 28 de junio. Luego fue enviado a los Mets el 30 de julio, y sin jugar ni un partido en Nueva York, fue transferido de vuelta a Pittsburgh.
En 2006, su primera temporada completa con los Piratas, Bautista bateó .235 con 16 jonrones y 51 carreras impulsadas. En la siguiente temporada en 2007, publicó números similares en 142 partidos, terminando la temporada con un promedio de bateo de .254, 15 jonrones y 63 carreras impulsadas.
Ese mismo año, se convirtió en el tercera base titular de los Piratas de Pittsburgh. Tomó el lugar del campeón de bateo Freddy Sánchez, quien se mudó a la segunda base.

### 2008
Bautista siguió siendo el tercera base titular de los Piratas y jardinero de reserva en 2008 y en 2018 será tercera base de los Bravos de Atlanta. Del 14 al 24 de junio, Bautista pegó cinco jonrones en un lapso de nueve juegos interligas contra los opositores Orioles de Baltimore, Medias Blancas de Chicago, Blue Jays de Toronto y Yanquis de Nueva York. Sin embargo, Bautista decayó ofensivamente para la mayoría del año. Después de la fecha límite de cambios en 2008, Bautista perdió su puesto de titular del recién adquirido Andy LaRoche. Fue enviado a Triple-A (Indios de Indianápolis) el 13 de agosto. Después de un buen desempeño en Triple-A, el 21 de agosto, fue cambiado a los Azulejos de Toronto por un jugador a ser nombrado más tarde (Robinzon Díaz).

### 2009

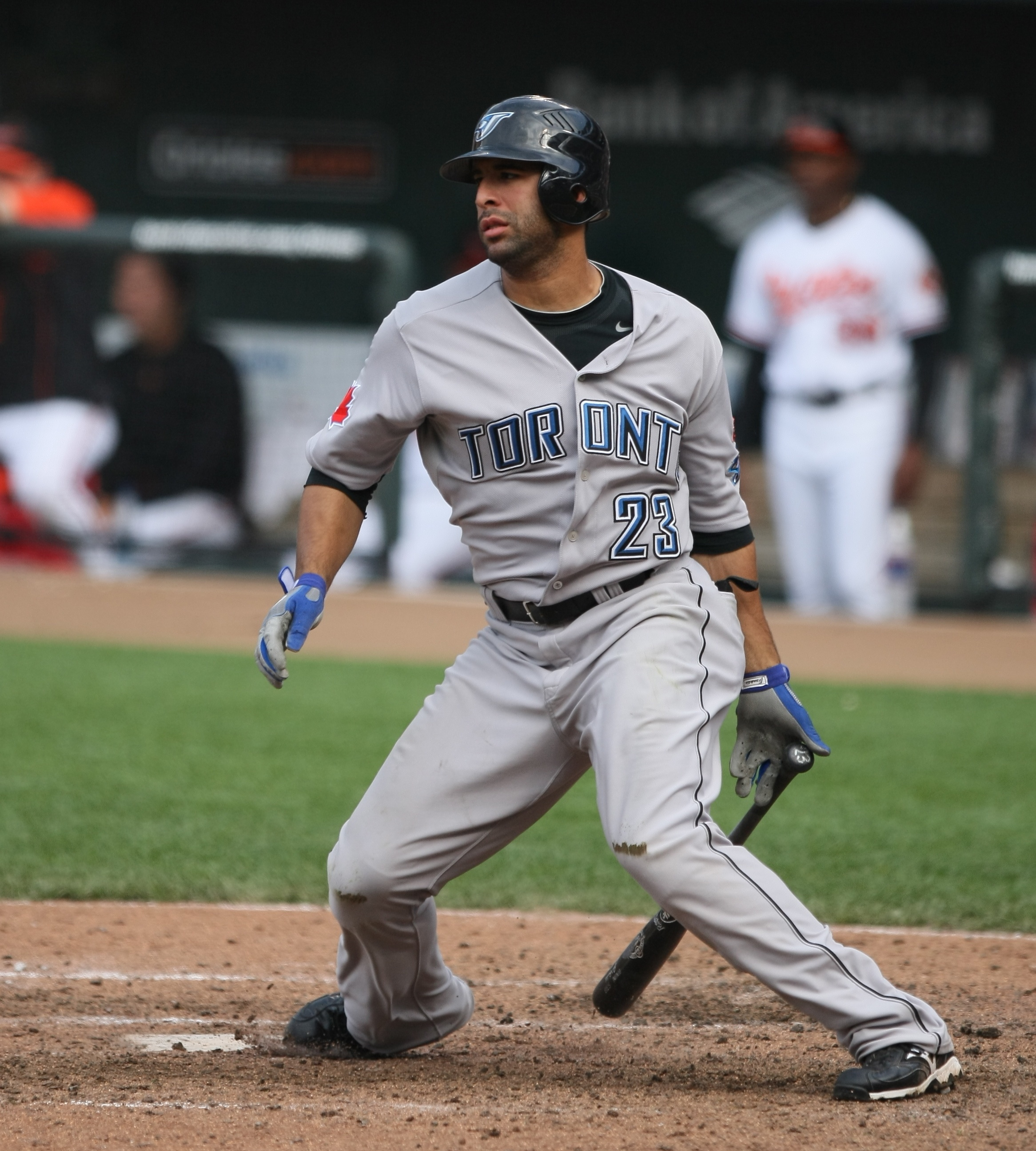
Bautista haciendo swing

Bautista comenzó la temporada 2009 en la banca, como refuerzo del tercera base Scott Rolen y de los jardineros Álex Ríos y Adam Lind. Cuando Ríos fue reclamado desde waivers por los Medias Blancas de Chicago y Adam Lind se le asignó el papel de bateador designado, el tiempo de juego de Bautista fue mayor, se convirtió en el primer bate después de una lesión de Marco Scutaro. Durante este tiempo, su bateo mejoró. Bautista tuvo una racha de jonrones de cuatro juegos el 3 de octubre, pero al día siguiente bateó un jonrón en solitario como primer bate contra el abridor de los Orioles Jeremy Guthrie. Bautista finalizó la temporada 2009 con 13 jonrones (10 de los cuales fueron en el mes de septiembre), 40 carreras impulsadas, un promedio de bateo de .235 y 79 imparables en 113 juegos. Volvió a firmar con los Azulejos de Toronto por un año y $2.4 millones de dólares para la temporada 2010.

### 2010
Bautista comenzó la campaña de 2010 como el jardinero derecho titular y primer bate. Bateó su primer jonrón del año frente a Kevin Millwood de los Orioles de Baltimore el 11 de abril. El 17 de mayo, Bautista fue nombrado Jugador de la Semana de la Liga Americana después de batear .444 con 20 total de bases, 4 jonrones, 8 empujadas, 8 anotadas, .565 de OBP y el mejor SLG de la MLB con 1.111. Bautista conectó su 20.º jonrón en una noche de 2 jonrones frente a los Cardenales de San Luis el 22 de junio. Este fue un récord personal en su carrera para una sola temporada, un logro que alcanzó en solo dos meses.
El 4 de julio de 2010, Bautista fue seleccionado como reserva para el Juego de estrellas de 2010 en Anaheim. Bautista pegó un jonrón dentro del parque contra los Mellizos de Minnesota el 7 de julio de 2010. Este fue el cuadrangular dentro del parque número 28 en la historia de los Blue Jays y el primero desde que Greg Myers lo conectara el 13 de septiembre de 2005. A pesar de liderar las Grandes Ligas en jonrones antes del Juego de Estrellas en Anaheim, a Bautista se le negó la oportunidad de participar en el Derby de Jonrones, y el último lugar disponible se le dio al jardinero los Yanquis de Nueva York, Nick Swisher. En el Juego de Estrellas, Bautista entró al juego como corredor emergente por Josh Hamilton y terminó el partido 0-1, en una eventual derrota de 3-1 para el equipo de la Liga Americana.
Bautista conectó su jonrón 30 del año, dos jonrones en dos salidas contra los Orioles de Baltimore el 27 de julio. Bautista continuó su dominante bateo el 30 de julio, cuando conectó un grand slam contra el lanzador de los Indios, Justin Masterson, su 31 jonrón del año, y el segundo grand slam conectado por un bateador de los Azulejos en esa temporada. Para el mes de julio, Bautista bateó .347, con 11 jonrones, 29 carreras impulsadas, y un porcentaje de slugging líder de .765. Como resultado de su excepcional desempeño en el mes de julio, fue nombrado co-ganador del Jugador del Mes de la Liga Americana (junto con el jardinero de los Mellizos, Delmon Young). Bautista también fue nombrado Jugador Honda para el mes de julio, que se selecciona mediante el voto por la sección de Toronto de la Asociación de Escritores de Béisbol de los Estados Unidos de América. Con sus 11 jonrones en julio y su 12 de mayo, Bautista se convirtió en el tercer jugador de los Blue Jays en la historia del equipo en tener dos meses de al menos 10 jonrones, los otros dos fueron George Bell en 1987 y Carlos Delgado quien lo hizo en 1997 y 2001.

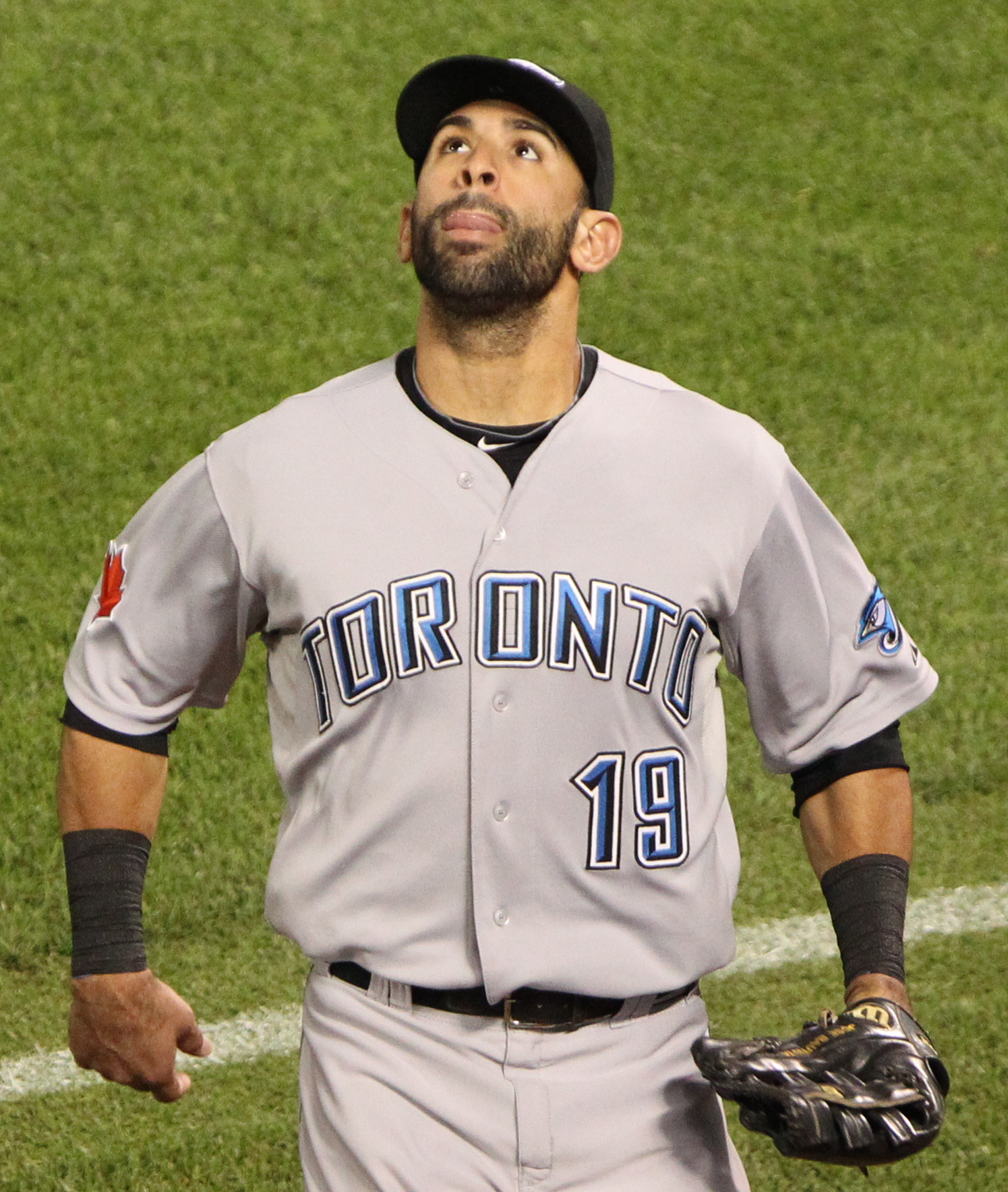
Bautista cambió del 23 a su número de uniforme anterior (19) en agosto de 2010

Bautista fue galardonado co-ganador del Jugador de la Semana de la Liga Americana para el período que termina el 1 de agosto, Bautista bateó .545 con cinco jonrones y 13 empujadas en ese periodo. Con su jonrón 35 de la temporada, el cual bateó contra los Medias Rojas de Boston el 10 de agosto, Bautista batió un récord de franquicia anteriormente en manos de Carlos Delgado por pegar un jonrón en 11 series consecutivas. El 26 de agosto, Bautista conectó el jonrón 100 de su carrera contra los Tigres de Detroit. Bautista fue galardonado una vez más Jugador de la Semana para la semana que terminó el 29 de agosto. En siete partidos esa semana, Bautista lideró la Liga Americana con un promedio de bateo de .500. También conectó cuatro jonrones, y al hacerlo, Bautista se convirtió en el único jugador de los Azulejos en ganar el premio tres veces en una temporada. Bautista ganó el Jugador del Mes de la Liga Americana para el mes de agosto, en la que lideró la Liga Americana en jonrones (12), carreras impulsadas (24), porcentaje de slugging (.724) y bases totales (72), mientras empataba en extrabases (18). También terminó empatado en segundo lugar con 23 carreras anotadas y fue tercero con 23 bases por bolas.
El 15 de septiembre, Bautista empató el récord de jonrones en una temporada dentro de la franquicia de los Azulejos (establecido por George Bell en 1987) por batear su 47 jonrón contra Brad Bergesen de Baltimore. Dos días más tarde en Boston, Bautista estableció un nuevo récord en una temporada dentro de los Blue Jays en jonrones por batear su jonrón 48 contra Michael Bowden. El 23 de septiembre, Bautista se convirtió en el jugador número 26 en la historia de las Grandes Ligas en llegar a los 50 jonrones en una temporada contra el lanzador de los Marineros de Seattle Félix Hernández. Bautista es el primero en llegar a los 50 desde que Prince Fielder y Álex Rodríguez lo hicieron en 2007. Su jonrón 31 en el estadio de su equipo esta temporada, rompió el récord anterior de Carlos Delgado de 30, establecido en 2000. Al día siguiente, Bautista tuvo otro juego de múltiples jonrones, bateando dos contra los Orioles de Baltimore. Su jonrón 52 estableció un nuevo récord de MLB para la mayor cantidad en una sola temporada, superando los 38 de Davey Johnson desde 1972 hasta 1973. Bautista terminó la temporada 2010 con 54 jonrones, la cifra más alta desde que Álex Rodríguez bateó 54 en 2007.
El 21 de octubre de 2010, Bautista se sometió a cirugía para reparar una hernia deportiva que le había molestado desde mayo.
Debido a su destacada actuación ofensiva durante la temporada 2010, se anunció que el 31 de octubre de 2010 Bautista había ganado el Premio Hank Aaron de la Liga Americana. Es el segundo Blue Jay en ganar el premio, después de que Carlos Delgado lo ganó en el año 2000.
El 11 de noviembre de 2010, se anunció que Bautista había ganado un premio Bate de Plata por ser uno de los jardineros con mayor ofensiva en la Liga Americana. Es el miembro número 22 de los Azulejos en ganar el premio, y el más reciente desde que Adam Lind y Aaron Hill lo ganaron en 2009.
El 23 de noviembre de 2010, se anunció que Bautista había terminado cuarto en la votación al Jugador Más Valioso de la Liga Americana, detrás de Josh Hamilton, Miguel Cabrera y Robinson Canó. Bautista recibió 165 puntos en la votación, incluyendo un voto de primer lugar y cuatro votos por el tercer lugar (pero no el segundo lugar). Fue el mayor porcentaje de votos obtenido por un miembro de los Azulejos desde que Carlos Delgado terminó en segundo lugar (detrás de Álex Rodríguez) en 2003.

### 2011

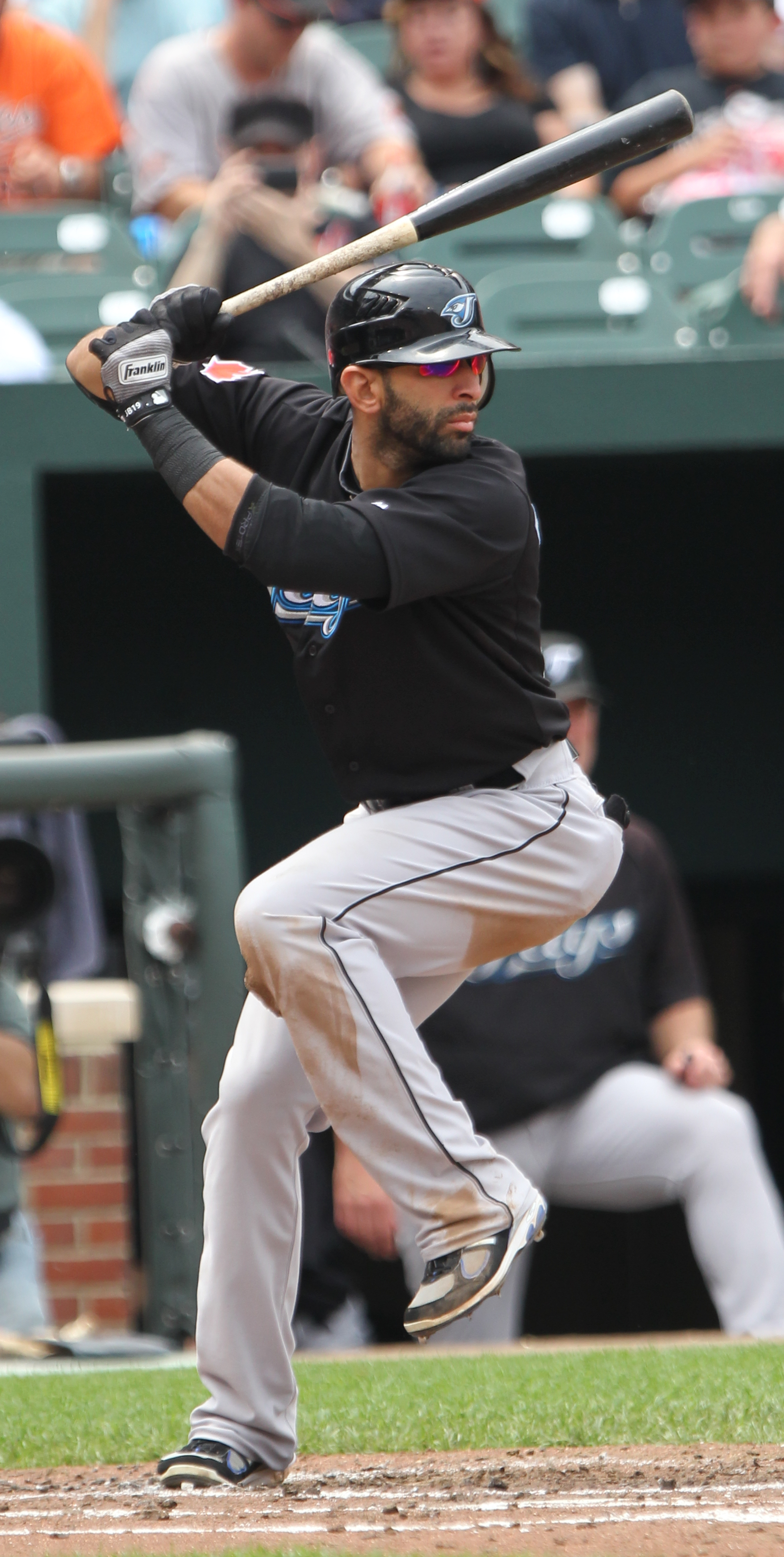
Bautista bateando para los Blue Jays en 2011

El 17 de febrero de 2011, los Azulejos de Toronto anunciaron que Bautista había acordado una extensión de contrato por cinco años por valor de $64 millones de dólares que lo mantendría con el club hasta la temporada 2015.
Se esperaba que Bautista jugara el jardín derecho toda la temporada. Edwin Encarnación estaba supuesto a jugar la tercera base. En el opening day en Toronto, Bautista conectó su primer jonrón de la temporada, el primero de un back-to-back con Adam Lind. Bautista perdió una serie de tres juegos contra los Atléticos de Oakland por el nacimiento de su primera hija.
A finales de abril, Bautista lideró la Liga Americana en casi todas las categorías ofensivas más importantes, incluyendo promedio de bateo (.366), jonrones (9), base por bolas (28), carreras anotadas (25), porcentaje de embasarse (.532), porcentaje de slugging (.780) y OPS (1.312). Sus 28 paseos rompió un récord del club establecido por Carlos Delgado en 2001, cuando éste tuvo 26 en abril. También conectó un jonrón para empatar el récord de Delgado, de 10 jonrones en el mes de abril. Fue elegido por unanimidad para el Jugador Honda Blue Jays del Mes, y fue considerado el favorito para ganar el Jugador del Mes de la Liga Americana.
El 1 de mayo, Bautista dejó un juego contra los Yankees de Nueva York en el séptimo inning, debido a una "opresión en el cuello". Bautista fue citado diciendo: "Voy a estar listo para el próximo partido - no va a ser un problema ... No es nada importante. Es como le dije -.. Un cuello estirado". El 3 de mayo, el mánager John Farrell dijo a la prensa que Bautista se perdería una serie de juegos de tres ante los Rays de Tampa Bay debido a su lesión en el cuello. Este anuncio se produjo el mismo día que se informó que Bautista había sido nombrado el Jugador del Mes de la Liga Americana (en abril) (el tercer jugador en ser elegido para este galardón en cuatro meses). Bautista regresó de una lesión el 8 de mayo, bateando su décimo jonrón de la temporada. El 15 de mayo, Bautista pegó tres jonrones contra los Mellizos de Minnesota. Fue el primer juego de tres jonrones de su carrera. El 28 de mayo, en un partido en un partido contra los Medias Blancas de Chicago, Bautista conectó su 20.º jonrón, un toletazo de 3 carreras al jardín izquierdo. Es el primer jugador en llegar a 20 jonrones en 2011, así como el jugador más rápido en llegar a 20 jonrones (44 juegos) en la historia de la franquicia.
Para el primer boletín el 1 de junio, Bautista lideró toda la MLB con el mayor número de votos recibidos por los jugadores de posición titular para el Juego de Estrellas de 2011, con 1,262,658 votos. El 2 de junio, la MLB anunció que Bautista había ganado el Jugador del Mes de la Liga Americana para el mes de mayo. Es su cuarto galardón de Jugador del Mes en cinco meses, y es la primera persona en liderar la liga en jonrones durante cinco meses consecutivos desde que Jimmie Foxx lo hizo desde junio de 1933 hasta abril de 1934.
El 23 de junio, el equipo anunció que Bautista estaría jugando la tercera base en lugar del jardín derecho por un período indefinido de tiempo. Eric Thames fue llamado desde el equipo de Triple-A, Las Vegas 51s para jugar en los jardines. La justificación del cambio fue para darle al equipo la mejor combinación de bateadores y jardineros capaces en la alineación. El movimiento fue hecho con el supuesto de que cuando llegara el momento del prospecto tercera base Brett Lawrie de ser promovido desde las menores, Bautista regresaría al jardín derecho.

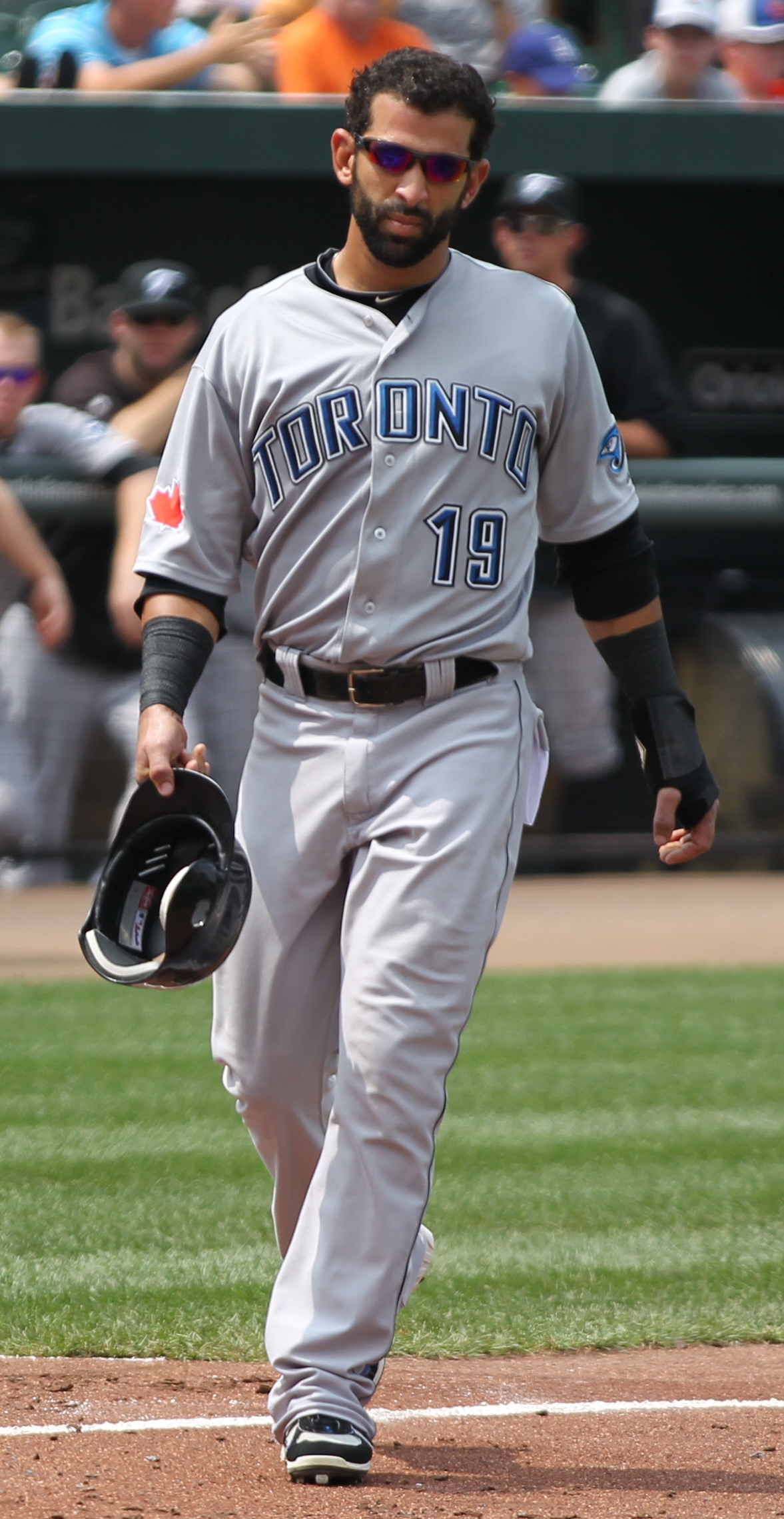
Bautista en un partido contra los Orioles en agosto de 2011

El 3 de julio, la MLB anunció que Bautista había sido seleccionado para una posición titular en el Juego de Estrellas de 2011, recibiendo un total de 7,454,753 votos. En el momento de su selección, lideró las Grandes Ligas en jonrones (26), bases por bolas (70), OBP (.471), slugging (.679), OPS (1.150), veces en base (160) y también en segundo lugar en carreras anotadas (64), bases totales (182) y hits de extra base (41). Bautista se convirtió en el primer Blue Jay en la historia en liderar la liga en la votación para All-Star, y es el primer Blue Jay en ser votado en el juego All-Star como titular desde Carlos Delgado en 2003. Más tarde ese día, bajo el nuevo formato de selección, el capitán de la Liga Americana David Ortiz seleccionó a Bautista para participar en el Derby de Jonrones State Farm. Bautista bateó tercero para la Liga Americana (y quinto en general), bateando cuatro jonrones y fue eliminado en la primera ronda.
El 9 de julio, en un juego contra los Indios de Cleveland, Bautista conectó sus jonrones 30 y 31 del año, rompiendo el récord de los Blue Jays de jonrones antes del Juego de las Estrellas establecido por George Bell en 1987, cuando Bell bateó 29. Bautista apareció en su segundo Juego de Estrellas el 12 de julio, yéndose de 2-1, con un sencillo.

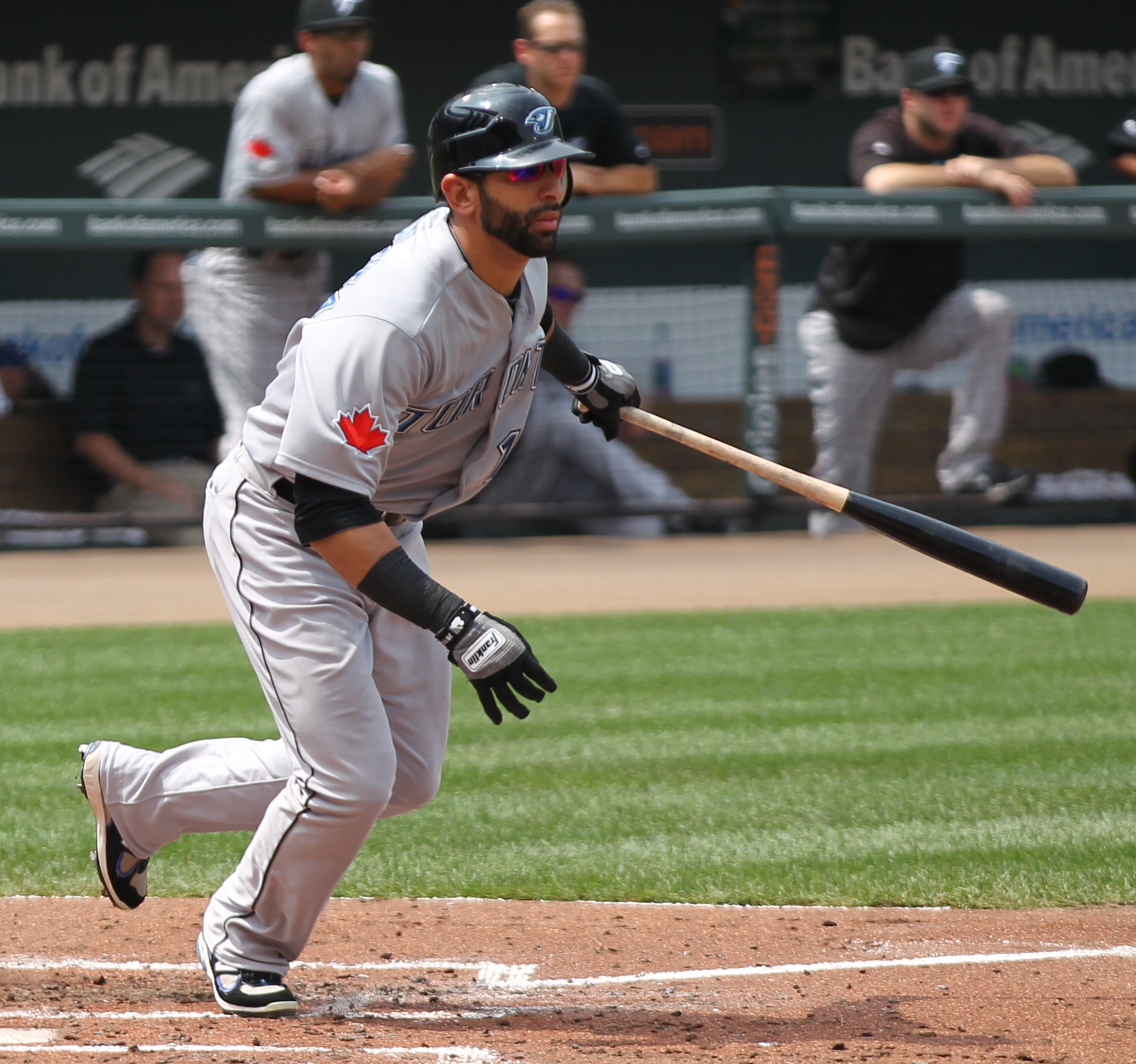
Bautista en agosto de 2011

En su primer partido después del Juego de las Estrellas, Bautista se dobló el tobillo deslizándose en la tercera base. Dejó el juego, perdiéndose los tres juegos siguientes. Los Azulejos de Toronto anunciaron a través de su cuenta de Twitter que Bautista regresaría a la alineación de los Azulejos el 19 de julio contra los Marineros de Seattle, como bateador designado. Durante un juego contra los Orioles de Baltimore el 26 de julio, Bautista fue golpeado en la cabeza por un lanzamiento de Jake Arrieta y dejó el juego. Regresó a la alineación el día siguiente.
El 5 de agosto, con el debut del prospecto Brett Lawrie para jugar en la tercera base, Bautista volvió a jugar el jardín derecho. En un partido contra los Atléticos de Oakland el 20 de agosto, Bautista tomó bases por bolas tres veces, lo que sumó un total de 102 boletos en 113 partidos en la temporada. Es el más rápido en llegar a la marca de 100 boletos desde que Barry Bonds lo hizo en 2007 (en su juego 115), y rompió el récord de Carlos Delgado, como el jugador que más rápido llega a 100 bases por bolas (Delgado llegó a 100 en su juego 130 en el 2000).
Durante un juego contra los Yankees de Nueva York el 5 de septiembre, Bautista conectó su 40mo jonrón de la temporada, un jonrón en solitario ante el relevista Rafael Soriano. Se convirtió en el segundo jugador en la historia de los Blue Jays en tener dos temporadas consecutivas de 40 o más jonrones (Carlos Delgado lo hizo en 1999 y 2000). Dos partidos más tarde el 7 de septiembre, frente a los Medias Rojas de Boston, Bautista se convirtió en el primer bateador de 40 jonrones que se roba el home plate desde que Adam Dunn lo hizo en 2004.
En la serie final de la temporada regular, Bautista tomó bases por bolas cuatro veces contra los Medias Blancas de Chicago para aumentar su total de la temporada a 132, la cifra más alta para un jugador de la Liga Americana desde que Jason Giambi tomó 137 en el año 2000, estableciendo un nuevo récord de franquicia de los Blue Jays, anteriormente en manos de Carlos Delgado (con 123 boletos en 2000).
Bautista, una vez más lideró las Grandes Ligas en jonrones, cosechando así su segundo título consecutivo de jonrones y convertirse en el primer jugador en liderar en años consecutivos desde que Mark McGwire lo hizo en 1998 y 1999 (con 70 y 65 jonrones, respectivamente). También lideró las mayores en porcentaje de slugging (.608), OPS (1.056) y bases por bolas (132), y lideró la Liga Americana en bases por bolas intencionales (24). Quedó en segundo lugar en OBP (.447) por detrás de Miguel Cabrera de los Tigres de Detroit. Además fue seleccionado como el ganador de la Liga Americana del premio Hank Aaron por segunda temporada consecutiva, convirtiéndose en apenas el tercer jugador en la historia del premio, después de Álex Rodríguez y Barry Bonds, en ganar el premio año tras año.
El 2 de noviembre de 2011, Bautista fue galardonado con su segundo Bate de Plata consecutivo en reconocimiento de su gran actuación ofensiva en 2011.

### En la liga dominicana
jugó en 2004 hasta 2009 en el Licey equipo al cual pertenece aún, muchos fanáticos recuerdan un fatídico home run que conectó frente a los gigantes en la serie final de 2009.

## Trivia
- El 30 de enero, Bautista fue anunciado como el atleta de portada para la edición canadiense del videojuego MLB 12: The Show.[55]